# La Liga de 2022–23
A La Liga de 2022–23 (conhecida como La Liga Santander por razões de patrocínio) foi a 92ª edição da La Liga. Começou em 12 de agosto de 2022 e terminou em 4 de junho de 2023. O Real Madrid entra como atual campeão.

## Regulamento
Os 20 clubes se enfrentam em jogos de ida e volta no sistema de pontos corridos. O clube que somar o maior número de pontos será declarado campeão. Além do campeão, o 2º, 3º e 4º colocados garantem vagas na Liga dos Campeões da UEFA. Já o 5º colocado tem vaga na Liga Europa da UEFA, enquanto o 6º colocado ganha vaga na Liga Conferência Europa da UEFA. Por outro lado, os três piores clubes são rebaixados à Segunda Divisão Espanhola.

### Critérios de desempate
Em caso de empate entre dois clubes, os critérios são:
1. Confronto direto
2. Saldo de gols
3. Gols marcados.

Se o empate envolver três ou mais clubes, os critérios de desempate são:
1. Confronto direto entre as equipes envolvidas
2. Saldo de gols apenas nos jogos entre as equipes envolvidas
3. Saldo de gols no campeonato
4. Gols marcados no campeonato
5. Clube com melhor fair play.[3]

## Participantes

### Promovidos e rebaixados
| Pos. | Rebaixados da Primeira Divisão |
| ---- | ------------------------------ |
| 18°  | Granada                        |
| 19°  | Levante                        |
| 20°  | Alavés                         |

| Pos. | Promovidos da Segunda Divisão |
| ---- | ----------------------------- |
| 1º   | Almería                       |
| 2º   | Valladolid                    |
| 5º   | Girona (Play-offs)            |

### Informações das equipes
Atlético Madrid

Getafe

Rayo Vallecano

Real Madrid
| Nº de equipes | Comunidade autônoma   | Equipes                                                  |
| ------------- | --------------------- | -------------------------------------------------------- |
| 4             | Andaluzia             | Almería, Betis, Cádiz e Sevilla                          |
| 4             | Comunidade de Madrid  | Atlético de Madrid, Getafe, Rayo Vallecano e Real Madrid |
| 3             | Catalunha             | Barcelona, Espanyol e Girona                             |
| 3             | Comunidade Valenciana | Elche, Valencia e Villarreal                             |
| 2             | País Basco            | Athletic Bilbao e Real Sociedad                          |
| 1             | Baleares              | Mallorca                                                 |
| 1             | Castela e Leão        | Valladolid                                               |
| 1             | Galiza                | Celta de Vigo                                            |
| 1             | Navarra               | Osasuna                                                  |

| Equipe             | Cidade                | Treinador            | Estádio (mando)                | Capacidade    | Títulos | Material Esportivo |
| ------------------ | --------------------- | -------------------- | ------------------------------ | ------------- | ------- | ------------------ |
| Almería            | Almeria               | Rubi                 | Power Horse Stadium            | 15.000        | 0       | Castore            |
| Athletic Bilbao    | Bilbau                | Ernesto Valverde     | San Mamés                      | 53.289        | 8       | New Balance        |
| Atlético de Madrid | Madrid                | Diego Simeone        | Cívitas Metropolitano          | 68.456        | 11      | Nike               |
| Barcelona          | Barcelona             | Xavi                 | Spotify Camp Nou               | 99.354        | 26      | Nike               |
| Betis              | Sevilha               | Manuel Pellegrini    | Benito Villamarín              | 60.721        | 1       | Hummel             |
| Cádiz              | Cádis                 | Sergio               | Nuevo Mirandilla               | 20.724        | 0       | Macron             |
| Celta de Vigo      | Vigo                  | Carlos Carvalhal     | Abanca-Balaídos                | 29.000        | 0       | Adidas             |
| Elche              | Elche                 | Sebastián Beccacece  | Manuel Martínez Valero         | 33.732        | 0       | Nike               |
| Espanyol           | Cornellà de Llobregat | Luis García          | RCDE Stadium                   | 40.000        | 0       | Kelme              |
| Getafe             | Getafe                | José Bordalás        | Coliseum Alfonso Pérez         | 17.393        | 0       | Joma               |
| Girona             | Girona                | Míchel               | Montilivi                      | 11.810        | 0       | Puma               |
| Mallorca           | Palma de Maiorca      | Javier Aguirre       | Visit Mallorca Estadi          | 24.262        | 0       | Nike               |
| Osasuna            | Pamplona              | Jagoba Arrasate      | El Sadar                       | 23.576        | 0       | Adidas             |
| Rayo Vallecano     | Madrid                | Andoni Iraola        | Vallecas                       | 14.708        | 0       | Umbro              |
| Real Madrid        | Madrid                | Carlo Ancelotti      | Santiago Bernabéu              | 81.044        | 35      | Adidas             |
| Real Sociedad      | San Sebastián         | Imanol Alguacil      | Reale Arena                    | 39.500        | 2       | Macron             |
| Sevilla            | Sevilha               | José Luis Mendilibar | Ramón Sánchez Pizjuán          | 43.833        | 1       | Castore            |
| Valencia           | Valência              | Rubén Baraja         | Mestalla                       | 55.000        | 6       | Puma               |
| Valladolid         | Valladolid            | Paulo Pezzolano      | José Zorrilla                  | 28.012        | 0       | Adidas             |
| Villarreal         | Vila-real             | Quique Setién        | La Cerámica Ciutat de València | 24.890 26.354 | 0       | Joma               |

## Classificação
| Pos | Equipe             | Pts | J  | V  | E  | D  | GP | GC | SG  | Classificação ou descenso                                   |
| --- | ------------------ | --- | -- | -- | -- | -- | -- | -- | --- | ----------------------------------------------------------- |
| 1   | Barcelona (C)      | 88  | 38 | 28 | 4  | 6  | 70 | 20 | +50 | Fase de grupos da Liga dos Campeões da UEFA de 2023–24      |
| 2   | Real Madrid        | 78  | 38 | 24 | 6  | 8  | 75 | 36 | +39 | Fase de grupos da Liga dos Campeões da UEFA de 2023–24      |
| 3   | Atlético de Madrid | 77  | 38 | 23 | 8  | 7  | 69 | 32 | +37 | Fase de grupos da Liga dos Campeões da UEFA de 2023–24      |
| 4   | Real Sociedad      | 71  | 38 | 21 | 8  | 9  | 51 | 35 | +16 | Fase de grupos da Liga dos Campeões da UEFA de 2023–24      |
| 5   | Villarreal         | 64  | 38 | 19 | 7  | 12 | 58 | 39 | +19 | Fase de grupos da Liga Europa da UEFA de 2023–24            |
| 6   | Betis              | 60  | 38 | 17 | 9  | 12 | 46 | 41 | +5  | Fase de grupos da Liga Europa da UEFA de 2023–24            |
| 7   | Osasuna            | 53  | 38 | 15 | 8  | 15 | 37 | 42 | −5  | Play-offs da Liga Conferência Europa de 2023–24             |
| 8   | Athletic Bilbao    | 51  | 38 | 14 | 9  | 15 | 47 | 43 | +4  |                                                             |
| 9   | Mallorca           | 50  | 38 | 14 | 8  | 16 | 37 | 43 | −6  |                                                             |
| 10  | Girona             | 49  | 38 | 13 | 10 | 15 | 58 | 55 | +3  |                                                             |
| 11  | Rayo Vallecano     | 49  | 38 | 13 | 10 | 15 | 45 | 53 | −8  |                                                             |
| 12  | Sevilla            | 49  | 38 | 13 | 10 | 15 | 47 | 53 | −6  | Fase de grupos da Liga dos Campeões de 2023–24              |
| 13  | Celta de Vigo      | 43  | 38 | 11 | 10 | 17 | 43 | 53 | −10 |                                                             |
| 14  | Cádiz              | 42  | 38 | 10 | 12 | 16 | 30 | 53 | −23 |                                                             |
| 15  | Getafe             | 42  | 38 | 10 | 12 | 16 | 34 | 45 | −11 |                                                             |
| 16  | Valencia           | 42  | 38 | 11 | 9  | 18 | 42 | 45 | −3  |                                                             |
| 17  | Almería            | 41  | 38 | 11 | 8  | 19 | 49 | 65 | −16 |                                                             |
| 18  | Valladolid         | 40  | 38 | 11 | 7  | 20 | 33 | 63 | −30 | Zona de rebaixamento à Segunda Divisão Espanhola de 2023–24 |
| 19  | Espanyol           | 37  | 38 | 8  | 13 | 17 | 52 | 69 | −17 | Zona de rebaixamento à Segunda Divisão Espanhola de 2023–24 |
| 20  | Elche              | 25  | 38 | 5  | 10 | 23 | 30 | 67 | −37 | Zona de rebaixamento à Segunda Divisão Espanhola de 2023–24 |

1. 1 2 3  Pontos de confronto direto: Girona 8, Rayo Vallecano 6, Sevilla 1.
2. ↑  O Sevilla venceu a Liga Europa da UEFA de 2022–23 e automaticamente está classificado para a fase de grupos da Liga dos Campeões da UEFA de 2023–24
3. 1 2 3  Pontos no confronto direto: Cádiz 8, Getafe 5, Valencia 3.

## Confrontos
| Mandante \ Visitante | ALM | ATH | ATM | BAR | CAD | CEL | ELC | ESP | GET | GIR | MLL | OSA | RAY | BET | RMA | RSO | SEV | VAL | VLL | VIL |
| -------------------- | --- | --- | --- | --- | --- | --- | --- | --- | --- | --- | --- | --- | --- | --- | --- | --- | --- | --- | --- | --- |
| Almería              | —   | 1–2 | 1–1 | 1–0 | 1–1 | 3–1 | 2–1 | 3–1 | 1–0 | 3–2 | 3–0 | 0–1 | 3–1 | 2–3 | 1–2 | 0–2 | 2–1 | 2–1 | 0–0 | 0–2 |
| Athletic Bilbao      | 4–0 | —   | 0–1 | 0–1 | 4–1 | 2–1 | 0–1 | 0–1 | 0–0 | 2–3 | 0–0 | 0–0 | 3–2 | 0–1 | 0–2 | 2–0 | 0–1 | 1–0 | 3–0 | 1–0 |
| Atlético de Madrid   | 2–1 | 1–0 | —   | 0–1 | 5–1 | 4–1 | 2–0 | 1–1 | 1–1 | 2–1 | 3–1 | 3–0 | 1–1 | 1–0 | 1–2 | 2–1 | 6–1 | 3–0 | 3–0 | 0–2 |
| Barcelona            | 2–0 | 4–0 | 1–0 | —   | 2–0 | 1–0 | 3–0 | 1–1 | 1–0 | 0–0 | 3–0 | 1–0 | 0–0 | 4–0 | 2–1 | 1–2 | 3–0 | 1–0 | 4–0 | 3–0 |
| Cádiz                | 1–1 | 0–4 | 3–2 | 0–4 | —   | 1–0 | 1–1 | 2–2 | 2–2 | 2–0 | 2–0 | 0–1 | 1–0 | 0–0 | 0–2 | 0–1 | 0–2 | 2–1 | 2–0 | 0–0 |
| Celta de Vigo        | 2–2 | 1–0 | 0–1 | 2–1 | 3–0 | —   | 1–0 | 2–2 | 1–1 | 1–1 | 0–1 | 1–2 | 3–0 | 1–0 | 1–4 | 1–2 | 1–1 | 1–2 | 3–0 | 1–1 |
| Elche                | 1–1 | 1–4 | 1–0 | 0–4 | 1–1 | 0–1 | —   | 0–1 | 0–1 | 1–2 | 1–1 | 1–1 | 4–0 | 2–3 | 0–3 | 0–1 | 1–1 | 0–2 | 1–1 | 3–1 |
| Espanyol             | 3–3 | 1–2 | 3–3 | 2–4 | 0–0 | 1–3 | 2–2 | —   | 1–0 | 2–2 | 2–1 | 1–1 | 0–2 | 1–0 | 1–3 | 2–3 | 2–3 | 2–2 | 1–0 | 0–1 |
| Getafe               | 1–2 | 2–2 | 0–3 | 0–0 | 0–0 | 1–0 | 1–1 | 1–2 | —   | 3–2 | 2–0 | 2–1 | 1–1 | 0–1 | 0–1 | 2–1 | 2–0 | 1–0 | 2–3 | 0–0 |
| Girona               | 6–2 | 2–1 | 0–1 | 0–1 | 1–1 | 0–1 | 2–0 | 2–1 | 3–1 | —   | 2–1 | 1–1 | 2–2 | 1–2 | 4–2 | 3–5 | 2–1 | 1–0 | 2–1 | 1–2 |
| Mallorca             | 1–0 | 1–1 | 1–0 | 0–1 | 1–0 | 1–0 | 0–1 | 1–1 | 3–1 | 1–1 | —   | 0–0 | 3–0 | 1–2 | 1–0 | 1–1 | 0–1 | 1–0 | 0–0 | 4–2 |
| Osasuna              | 3–1 | 2–0 | 0–1 | 1–2 | 2–0 | 0–0 | 2–1 | 1–0 | 0–2 | 2–1 | 1–0 | —   | 2–1 | 3–2 | 0–2 | 0–2 | 2–1 | 1–2 | 2–0 | 0–3 |
| Rayo Vallecano       | 2–0 | 0–0 | 1–2 | 2–1 | 5–1 | 0–0 | 2–1 | 1–2 | 0–0 | 2–2 | 0–2 | 2–1 | —   | 1–2 | 3–2 | 0–2 | 1–1 | 2–1 | 2–1 | 2–1 |
| Betis                | 3–1 | 0–0 | 1–2 | 1–2 | 0–2 | 3–4 | 3–0 | 3–1 | 0–1 | 2–1 | 1–0 | 1–0 | 3–1 | —   | 0–0 | 0–0 | 1–1 | 1–1 | 2–1 | 1–0 |
| Real Madrid          | 4–2 | 1–1 | 1–1 | 3–1 | 2–1 | 2–0 | 4–0 | 3–1 | 1–0 | 1–1 | 4–1 | 1–1 | 2–1 | 2–1 | —   | 0–0 | 3–1 | 2–0 | 6–0 | 2–3 |
| Real Sociedad        | 1–0 | 3–1 | 1–1 | 1–4 | 0–0 | 1–1 | 2–0 | 2–1 | 2–0 | 2–2 | 1–0 | 2–0 | 2–1 | 0–2 | 2–0 | —   | 2–1 | 1–1 | 0–1 | 1–0 |
| Sevilla              | 2–1 | 1–1 | 0–2 | 0–3 | 1–0 | 2–2 | 3–0 | 3–2 | 2–1 | 0–2 | 2–0 | 2–3 | 0–1 | 0–0 | 1–2 | 1–2 | —   | 1–1 | 1–1 | 2–1 |
| Valencia             | 2–2 | 1–2 | 0–1 | 0–1 | 0–1 | 3–0 | 2–2 | 2–2 | 5–1 | 1–0 | 1–2 | 1–0 | 1–1 | 3–0 | 1–0 | 1–0 | 0–2 | —   | 2–1 | 1–1 |
| Valladolid           | 1–0 | 1–3 | 2–5 | 3–1 | 0–1 | 4–1 | 2–1 | 2–1 | 0–0 | 1–0 | 3–3 | 0–0 | 0–1 | 0–0 | 0–2 | 1–0 | 0–3 | 1–0 | —   | 0–3 |
| Villarreal           | 2–1 | 5–1 | 1–1 | 0–1 | 2–0 | 3–1 | 4–0 | 4–2 | 2–1 | 1–0 | 0–2 | 2–0 | 0–1 | 1–1 | 2–1 | 2–0 | 1–1 | 2–1 | 1–2 | —   |

## Estatísticas
Atualizado em 4 de junho de 2023.
| Pos. | Jogador              | Equipe             | Gols |
| ---- | -------------------- | ------------------ | ---- |
| 1    | Robert Lewandowski   | Barcelona          | 23   |
| 2    | Karim Benzema        | Real Madrid        | 19   |
| 3    | Joselu               | Espanyol           | 16   |
| 4    | Antoine Griezmann    | Atlético de Madrid | 15   |
| 4    | Borja Iglesias       | Betis              | 15   |
| 4    | Vedat Muriqi         | Mallorca           | 15   |
| 7    | Enes Ünal            | Getafe             | 14   |
| 8    | Álvaro Morata        | Atlético de Madrid | 13   |
| 8    | Valentín Castellanos | Girona             | 13   |
| 10   | Alexander Sørloth    | Real Sociedad      | 12   |
| 10   | Iago Aspas           | Celta de Vigo      | 12   |
| 10   | Nicolas Jackson      | Villarreal         | 12   |

| Pos. | Jogador            | Equipe             | Assists. |
| ---- | ------------------ | ------------------ | -------- |
| 1    | Antoine Griezmann  | Atlético de Madrid | 16       |
| 2    | Vinícius Junior    | Real Madrid        | 9        |
| 2    | Mikel Merino       | Real Sociedad      | 9        |
| 4    | Rodrygo            | Real Madrid        | 8        |
| 5    | Brian Olívan       | Espanyol           | 8        |
| 5    | Lucas Robertone    | Almería            | 8        |
| 5    | Raphinha           | Barcelona          | 8        |
| 5    | Robert Lewandowski | Barcelona          | 8        |
| 5    | Rodrigo de Paul    | Atlético de Madrid | 8        |
| 5    | Yeremi Pino        | Villarreal         | 8        |

### Hat-tricks
| Jogador       | Para            | Contra     | Resultado | Data                   | Ref. |
| ------------- | --------------- | ---------- | --------- | ---------------------- | ---- |
| Oihan Sancet  | Athletic Bilbao | Cádiz      | 4–1       | 3 de fevereiro de 2023 |      |
| Pere Milla    | Elche           | Villarreal | 3–1       | 4 de fevereiro de 2023 |      |
| Karim Benzema | Real Madrid     | Valladolid | 6–0       | 2 de abril de 2023     |      |
| Karim Benzema | Real Madrid     | Almería    | 4–2       | 29 de abril de 2023    |      |
| Lázaro        | Almería         | Mallorca   | 3–0       | 20 de maio de 2023     |      |

### Poker-trick
| Jogador              | Para   | Contra      | Resultado | Data                | Ref. |
| -------------------- | ------ | ----------- | --------- | ------------------- | ---- |
| Valentín Castellanos | Girona | Real Madrid | 4–2       | 25 de abril de 2023 |      |

## Prêmios

### Melhor Jogador da Temporada
| Pos. | Jogador               | Equipe    | Ref.  |
| ---- | --------------------- | --------- | ----- |
| G    | Marc-André ter Stegen | Barcelona | [ 1 ] |

### Jogador do Mês
| Mês       | Jogador do Mês     | Jogador do Mês     | Referência |
| Mês       | Jogador            | Equipe             | Referência |
| --------- | ------------------ | ------------------ | ---------- |
| Augusto   | Borja Iglesias     | Betis              | [ 32 ]     |
| Setembro  | Federico Valverde  | Real Madrid        | [ 33 ]     |
| Outubro   | Robert Lewandowski | Barcelona          | [ 34 ]     |
| Janeiro   | Alexander Sørloth  | Real Sociedad      | [ 35 ]     |
| Fevereiro | Gabri Veiga        | Celta de Vigo      | [ 36 ]     |
| Março     | Antoine Griezmann  | Atlético de Madrid | [ 37 ]     |
| Abril     | Youssef En-Nesyri  | Sevilla            | [ 38 ]     |
| Maio      | Nicolas Jackson    | Villarreal         | [ 39 ]     |

### Equipe da Temporada

#### EA Sports
| Pos. | Jogador               | Equipe             | Ref.   |
| ---- | --------------------- | ------------------ | ------ |
| G    | Marc-André ter Stegen | Barcelona          | [ 40 ] |
| DF   | Nahuel Molina         | Atlético de Madrid | [ 40 ] |
| DF   | Jules Koundé          | Barcelona          | [ 40 ] |
| DF   | Éder Militão          | Real Madrid        | [ 40 ] |
| DF   | David García          | Osasuna            | [ 40 ] |
| DF   | Alejandro Balde       | Barcelona          | [ 40 ] |
| MC   | Gabri Veiga           | Celta de Vigo      | [ 40 ] |
| MC   | Federico Valverde     | Real Madrid        | [ 40 ] |
| MC   | Mikel Merino          | Real Sociedad      | [ 40 ] |
| MC   | Pedri                 | Barcelona          | [ 40 ] |
| MC   | Luka Modrić           | Real Madrid        | [ 40 ] |
| ATA  | Antoine Griezmann     | Atlético de Madrid | [ 40 ] |
| ATA  | Karim Benzema         | Real Madrid        | [ 40 ] |
| ATA  | Robert Lewandowski    | Barcelona          | [ 40 ] |
| ATA  | Vinícius Júnior       | Real Madrid        | [ 40 ] |